# Благодійна Україна – 2017
Основна стаття: Національний конкурс «Благодійна Україна»
У Вікіпедії є статті про інші значення цього терміна: Переможці Національного конкурсу «Благодійна Україна»
«Благодійна Україна — 2017», також VI національний конкурс «Благодійна Україна»
Початок VI національного конкурсу «Благодійна Україна» було оголошено у вересні 2017 року. Конкурс проводився у 15 основних та 3 спеціальних номінаціях, а також 3 спеціальних номінаціях. Збір конкурсних заявок тривав до 19 лютого 2019 року. Загалом на конкурс надійшло 1054 заявки від благодійників з усіх куточків України, що на 310 заявок більше ніж на попередній конкурс. У цьому році переможців нагороджуватимуть у 15-ти колективних, 3-ох індивідуальних та 3-ох спеціальних номінаціях. Загалом у колективні номінації було подано 856 заявок, в індивідуальні — 129 та у спеціальні — 69.
Найбільша кількість заявок надійшла у колективну номінацію «Молодіжна та дитяча благодійність» — 149, наступні за кількістю: «Благодійність в соціальній сфері» — 136 та «Благодійна акція» — 123. В індивідуальні номінації найбільшу кількість заявок подали у номінацію « Громадянська благодійність» — 59. У спеціальних номінаціях лідирує «Народний благодійник» — 31 заявка.
Традиційна спільна прес-конференція Оргкомітету, Конкурсної комісії, Наглядової ради та Медіа-ради, на якій оголошують імена лауреатів конкурсу відбулася 21 березня 2018 року в Українському кризовому медіа-центрі.

## Регіональні етапи Національного конкурсу
У цьому році було оголошено 10-ть регіональних конкурсів: у Вінницькій, Житомирській, Хмельницькій, Одеській, Харківській, Херсонській, Київській, Львівський, Миколаївській, Чернівецькій областях. На початку лютого 2018 року також приєдналася Донецька область. Найбільша кількість заявок на регіональний конкурс надійшла з Вінницької області — 112, на другому місці Хмельницька область — з 81-ю заявкою.

## Церемонія нагородження
Церемонія нагородження переможців конкурсу пройшла в колонній залі КМДА 22 березня 2018 року. Її провели Заслужена артистка України, журналіст і співачка, член Наглядової ради Національного конкурсу «Благодійна Україна» Анжеліка Рудницька і голова оргкомітету конкурсу, Президент Асоціації благодійників України Олександр Максимчук.
Церемонія нагородження розпочалася із привітального слова представників релігійних конфесій України. Зокрема гості почули привітання від владики Епіфанія, Муфтія Духовного управління мусульман України «Умма» Шейха Ісмагілова Саїда.
Для переможців співали Сергій Фоменко, Анжеліка Рудницька та гурт випускників Львівського інституту банківської справи «Ва-Банк».
У цьому році також не обійшлося без спеціальних нагород. Зокрема, дипломами та «Янголами добра» за багаторічну успішну та унікальну діяльність в соціальній та благодійній сфері були нагороджені дві організації: Товариство Червоного Хреста Україна та Міжнародний благодійний фонд «Українська Біржа Благодійності».
Також Оргкомітетом Конкурсу цього річ було прийнято рішення про запровадження двох спеціальних відзнак для американців, чиє життя тісто пов'язано з Україною. За визначний внесок у збереженні національної спадщини та підтримку культурних проектів були нагороджені Морган Вільямс та Благодійний фонд «ДАР» їх було відзначено спеціальними відзнаками — дипломами та маленькими «Ангелами добра».
Голова правління Асоціації Український бурштиновий світ Галина Симха спеціальними дипломами нагородила родину майстрів Козаків, що вже 6 років створюють бурштинових «Янголів добра» — нагороду конкурсу та Дмитра Олійника, який своїми екологічними проектами допомагає відтворити Бурштиновий шлях для наступних поколінь. Також пані Галина передала Олександру Максимчуку диплом про право власності на янголів.

## Переможці конкурсу у 2017 році
Переможці отримали найвищу доброчинну нагороду України — «Янгола Добра», а лауреати — пам'ятні дипломи. Нагороди створені дизайн-студією Асоціації «Український бурштиновий світ». 22 номінації, 67 лауреатів та імена 23-х переможців були проголошені зі сцени КМДА на урочистій церемонії 22 березня 2017 року. Оголосити найкращих і вручити їм нагороди організатори запросили відомих українців.
Переможці:
У номінації «Благодійність великого бізнесу» (12 заявок) переможців нагороджував Президент Американсько-Української Ділової ради Морган Вільямс.
- 1 місце — Burisma Group (м. Київ)
- 2 місце — Приватне акціонерне товариство «Новокраматорський машинобудівний завод» (Донецька обл.)
- 3 місце — Птахофабрика «Вінницький бройлер» ПАТ «МХП» (Вінницька обл.)

У номінації «Благодійність середнього бізнесу» (9 заявок) переможців нагороджував Григол Катамадзе, Президент «Асоціації платників податків України». У цій номінації дві компанії розділили між собою друге місце
- 1 місце — Товариство з обмеженою відповідальністю «ВІВАД-09» (Житомирська обл.)
- 2 місце — Товариство з обмеженою відповідальністю «Правнича компанія „СПРАВА“» (Вінницька обл.)
- 2 місце — Парк сімейного відпочинку «ДИТЯЧА ПЛАНЕТА» (м. Вінниця)
- 3 місце — Сільськогосподарське товариство з обмеженою відповідальністю «Зоря» (Черкаська обл.)

У номінації «Благодійність малого бізнесу» (5 заявок) переможців нагороджував Іван Малкович, поет і видавець, директора видавництва «А-БА-БА-ГА-ЛА-МА-ГА»
- 1 місце — Agency 21 (м. Київ)
- 2 місце — Фізична особа — підприємець Сошников Антон Олександрович (Донецька обл.)
- 3 місце — Master beauty HUB (м. Одеса)

У номінації «Корпоративна благодійність» (15 заявок) переможців нагородив Андрій Іонов, президент громадської організації «Вектор», член Оргкомітету конкурсу.
- 1 місце — Южно-Українська атомна електростанція (Миколаївська обл.)
- 2 місце — Товариство з обмеженою відповідальністю «АШАН Україна Гіпермаркет» (м. Київ)
- 3 місце — Кока-Кола Беверіджиз Україна Лімітед (Київська обл.)

У номінації «Колективне волонтерство» (77 заявок) переможців нагородив Микола Даневич, заступник міністра, Міністерство молоді та спорту.
- 1 місце — Громадська організація «Волонтерський Рух „Батальйон Сітка“» (м. Київ)
- 2 місце — Група волонтерів «Волонтерській екіпаж» (м. Київ)
- 3 місце — Громадська організація "Знам'янське об'єднання «Майдан» (Кіровоградська обл.)

У номінації «Всеукраїнська благодійність» (37 заявок) нагороджував Епіфаній, патріарший намісник УПЦ КП, митрополит Переяславський і білоцерківський, ректор Київської православної богословської академії. У даній номінації перемогу (перше місце) розділили два благодійні фонди.
- 1 місце — Благодійний фонд «Таблеточки» (м. Київ)
- 1 місце — Всеукраїнський благодійний фонд «Допомагати просто!» (м. Дніпро)
- 2 місце — Благодійний фонд «Твоя опора» (Київська область)
- 3 місце — Міжнародний благодійний фонд «Добробут громад» (м. Київ)

У номінації «Регіональна благодійність» нагороди (84 заявки) вручав Богдан Маслич, виконавчий директор Ресурсного центру ГУРТ.
- 1 місце — Міжнародна громадська організація «Асоціація милосердя „Еммануїл“» (м. Київ)
- 2 місце — Благодійна організація «Я — Волноваха» (Донецька область)
- 3 місце — Благодійний Фонд «Карітас Харків» (м. Харків)

У номінації «Благодійність в охороні здоров'я» (39 заявок) переможців нагородив Василь Князевич, Голова Правління Всеукраїнської громадської організації «Українська ліга сприяння розвитку паліативної та хоспісної допомоги»
- 1 місце — Гуманітарний проект «Підтримка лікарень України» (США)
- 2 місце — Благодійний фонд «Сучасне село та місто» (Черкаська область)
- 3 місце — Благодійний фонд «Серця майбутнього» (м. Київ)

У номінації «Благодійність неурядового сектора» (42 заявки) переможців нагородила Марина Антонова, голова правління міжнародного благодійного фонду Україна 3000.
- 1 місце — Вінницька обласна правозахисна організація «Джерело надії» (м. Вінниця)
- 2 місце — Громадська організація «Соціальний центр „МХП“» (Вінницька область)
- 3 місце — Громадська організація «Співдружність громадян „Відродження“» (Донецька область)

У номінації «Благодійність в освіті та науці» (40 заявок) переможців нагородила Анжела Кузнецова, ректор університету банківської справи.
У номінації третє місце між собою розділили два благодійні фонди.
- 1 місце — Благодійний фонд соціального розвитку Харківської області (м. Харків)
- 2 місце — Товариство з обмеженою відповідальністю «Хмільницьке» (Вінницька область)
- 3 місце — Благодійний фонд «MagneticOne.Org» (м. Тернопіль)
- 3 місце — Благодійний фонд «Обираємо майбутнє разом» (м. Київ)

У номінації «Благодійність в культурі та мистецтві» (37 заявок) переможців нагородив Сергій Капустін, гендиректор МДЦ «Артек».
- 1 місце — Центр української пісні «Народна філармонія» (м. Київ)
- 2 місце — Громадська організація «Мистецька сотня „Гайдамаки“» (м. Хмельницький)
- 3 місце — Всеукраїнське об'єднання «Розвиток. Розвиток» (м. Вінниця)

У номінації «Благодійність в соціальній сфері» (136 заявок) переможців нагородила Олександра Чуркіна, заступниця міністра, Міністерство соціальної політики.
- 1 місце — Міжнародний Благодійний Фонд Карітас «України» (м. Київ)
- 2 місце — Благодійний Фонд Центр Взаємодопомоги «Спасемо Україну» (м. Київ)
- 3 місце — Сільськогосподарське підприємство «Нібулон» (м. Миколаїв)

У номінації «Благодійність в захисті України» (51 заявка) переможців нагородила Вікторія Воронович, волонтер, громадська діячка, засновниця «Міжнародного альянсу братської допомоги».
- 1 місце — Бердичівський Благодійний Фонд «Оберіг-26» (Житомирська область)
- 2 місце — Всеукраїнський центр волонтерів «Народний проект» (м. Миколаїв)
- 3 місце — Громадська організація «Тепло рідних сердець» (м. Хмельницький)

У номінації «Молодіжна та дитяча благодійність» (149 заявок) переможців нагородила Катерина Ющенко, голова Наглядової ради міжнародного благодійного фонду «Україна 3000».
- 1 місце — Світова управа Спілки української молоді (США, м. Київ)
- 2 місце — Дитяча громадська організація «Капітошка» (Київська область)
- 3 місце — Всеукраїнське молодіжне товариство «Оберіг» (Львівська область)

У номінації «Благодійна акція» (122 заявки) переможців нагородила Галина Симха, голова правління Асоціації Український бурштиновий світ.
- 1 місце — Всеукраїнська благодійна організація «Український фонд допомоги» (м. Київ)
- 2 місце — Щомісячний київський захід «Кураж Базар» (м. Київ)
- 3 місце — Товариство з обмеженою відповідальністю «ВОГ РІТЕЙЛ» (м. Київ)

У номінації «Громадянська благодійність» (59 заявок) переможців нагородила Марина Ставнійчук, голова правління Громадського об'єднання «За демократію через право».
- 1 місце — Залізний Петро Миколайович (Житомирська обл.)
- 2 місце — Череватова Ольга Олександрівна (Вінницька обл.)
- 3 місце — Мороз Діана Григорівна (м. Вінниця)

У номінації «Меценат року» (22 заявок) переможців нагородив Володимир Демчак, президент Української торгово-промислової конфедерації, голова Ділової ради Конкурсу
- 1 місце — Тигов Олександр Олександрович (Київська область)
- 2 місце — М'ялик Віктор Ничипорович (Рівненська область)
- 3 місце — Ісламова Анна Вікторівна (Київська область)
- 3 місце — Розенблат Олена Соломонівна (м. Житомир)

У номінації «Волонтер року» (48 заявок) переможців нагородив Олександр Олійник, секретар Національної експертної ради.
- 1 місце — Шахарьянц Армен Мусегович (Київська область)
- 2 місце — Муха Оксана Володимирівна (Львівська область)
- 3 місце — Андреєв Юрій Іванович (м. Київ)

У номінації «Народний благодійник» (32 заявки) переможців нагородила мисткиня, волонтер, голова наглядової ради конкурсу Анжеліка Рудницька.
- 1 місце- Мкртчян Араік Рафікович (м. Черкаси)
- 2 місце — Череватова Ольга Олександрівна (Вінницька область)
- 3 місце — Міжнародний благодійний фонд «Добробут громад» (м. Київ)

У номінації «Благодійність у медіа» (19 заявок) переможців нагородила Лариса Мудрак медіа експерт, журналіст, голова Медіа ради Конкурсу.
- 1 місце — Благодійна організація «Ти не один» Благодійний Фонд 1+1 медіа" (м. Київ)
- 2 місце — Телеканал «Київ». Соціальне ток-шоу «Місто добра» (м. Київ)
- 3 місце — Філія ПАТ "Національна суспільна телекомпанія України «Сумська регіональна дирекція» (м. Суми)

У номінації «Допомога з-за кордону» (19 заявок) переможців нагородив Сергій Фоменко, співак, волонтер та член наглядової ради конкурсу.
- 1 місце — EuroMaidan NRW e.V. (Німеччина)
- 2 місце — Акція «Чорнобильська допомога» (Німеччина)
- 3 місце — Координаційний офіс Турецького агентства із співробітництва та координації в Україні (м. Київ, Туреччина)

## Організатори
Засновник конкурсу — Асоціація благодійників України, співзасновники — МБФ «Україна 3000».
Керівні органи
Згідно з Положенням про Національний конкурс «Благодійна Україна», Асоціація благодійників України, як засновник конкурсу, щорічно формує керівні органи конкурсу. Керівними органами є: Організаційний комітет, Наглядова рада, Національна експертна рада, Медіа-рада та Ділова рада Національного конкурсу «Благодійна Україна — 2017».
1. Організаційний комітет є постійно діючим робочим органом конкурсу, який забезпечує його проведення, пов'язаних з ним заходів та діяльність керівних органів конкурсу. До складу організаційного комітету конкурсу увійшли:
  - Олександр Максимчук  — президент Асоціації благодійників України. Голова організаційного комітету;
  - Антонова Марина  — голова Правління Міжнародного благодійного фонду «Україна 3000»;
  - Олійник Олександр  — віце-президент Асоціації благодійників України;
  - Демчак Володимир  — президент «Української торгово-промислова конфедерації»;
  - Мудрак Лариса  — віце-президент Асоціації благодійників України, журналіст, медіа-експерт і волонтер;
  - Вієру Ольга  — директор Благодійного фонду «Мистецький Арсенал».
2. Наглядова рада — презентує конкурс, приймає стратегічні рішення з проведення конкурсу, здійснює консультування та нагляд за роботою Організаційного комітету і Національної експертної ради. До складу Наглядової ради конкурсу увійшли:
  - Рудницька Анжеліка  — співачка, мисткиня, журналіст, волонтер, громадський діяч. Голова Наглядової ради;
  - Фоменко Сергій  — співак, лідер музичного гурту «Мандри»;
  - Малкович Іван  — поет, директор видавництва «А-БА-БА-ГА-ЛА-МА-ГА»;
  - Ірма Вітовська  — акторка, волонтер;
  - Вікторія Воронович  — волонтер, громадський активіст, засновниця ГО «Міжнародний альянс братської допомоги»;
  - Тополя Тарас  — співак, фронтмен гурту «Антитіла»;
  - Білозір Оксана  — народна артистка України, депутат Верховної Ради України, волонтер.
3. Національна експертна рада — визначає переможців та лауреатів на загальнодержавному та регіональному рівнях конкурсу. До складу Національної експертної ради цьогоріч увійшли:
  - Криса Марина  — президент Благодійного фонду «Приятелі дітей». Голова Національної експертної ради;
  - Олійник Олександр – віце-президент Асоціації благодійників України. Секретар Національної експертної ради;
  - Ющенко Катерина  — голова Наглядової ради Міжнародного благодійного фонду «Україна 3000»;
  - Мудрак Лариса  — віце-президент Асоціації благодійників України, журналіст, медіа-експерт і волонтер;
  - Демчак Володимир  — президент «Української торгово-промислова конфедерації».
4. Медіа-рада — сприяє популяризації теми благодійності в Україні в засобах масової інформації. Медіа-рада є експертною групою з оцінювання номінації «Благодійність у медіа». Склад медіа-ради конкурсу:
  - Мудрак Лариса - віце-президент Асоціації благодійників України, журналіст, медіа-експерт і волонтер. Голова медіа-ради;
  - Наливайко Олег  –журналіст, Голова Державного комітету телебачення та радіомовлення України;
  - Ляховецька Тетяна — телевізійний продюсер, волонтер;
  - Куликов Андрій  — журналіст, редактор, радіоведучий, телеведучий, медіа-експерт, голова правління ГО «Громадське радіо»;
  - Кузнєцова Інна — головний редактор Київського бюро Української служби «Радіо Свобода».
5. Ділова рада — популяризує конкурс та благодійність у діловому середовищі. Також Ділова рада є експертною групою з оцінювання таких номінацій: «Благодійність великого бізнесу»; «Благодійність середнього бізнесу»; «Благодійність у малого бізнесу»; «Корпоративна благодійність»; «Меценат року». Склад Ділової ради конкурсу:
  - Демчак Володимир — президент «Української торгово-промислова конфедерації» . Голова Ділової ради;
  - Кузнєцова Анжела — ректор ДВНЗ «Університет банківської справи»;
  - Іонов Андрій — директор громадської організації «Вектор»;
  - Войналович Олексій — директор Видавничого дому «Новий Час»;
  - Іхтіяров Володимир — президент асоціації «Світло-Техніка України».